# Целовальніков Ігор Васильович
І́гор Васи́льович Целова́льніков (2 січня 1944, Єреван, Вірменська РСР, СРСР – 17 березня 1986, Харків, Українська РСР, СРСР) — український велосипедист, олімпійський чемпіон.
Тренувався у Харкові, тренер — Колумбет Микола Федорович. Закінчив Харківський університет.
Золоту олімпійську медаль він виграв на мюнхенській Олімпіаді у парі з Володимиром Семенцем в тандемі на дистанції 2 000 метрів.

## Життєпис
Закінчив Харківський університет (зараз Харківський національний університет імені В. Н. Каразіна) за спеціальністю «економіст» в 1969 році. З 1969 по 1972 рік служив у Радянській Армії, після 1977 року працював викладачем Харківського військового училища ракетних військ.
Учасник Олімпійських ігор 1968 року в Мехіко, зайняв пʼяте місце у спринті-тандемі на 2000 метрів. 
У книзі "Сам себе катаю" Віктора Маслова є згадки про перемогу Ігора Целовальнікова на Олімпійських іграх 1972 року в Мюнхені:
|  | Друге олімпійське "золото" привезли до нашої країни з Мюнхена 1972 року киянин Володимир Семенець і харків'янин Ігор Целовальников, вигравши гонку на тандемі. Ця перемога знаменна ще тим, що стала першим тріумфом радянських гонщиків на треку. |

|  | Перемозі В. Семенця та І. Целовальникова в гонці на тандемах, мабуть, судилося бути завершальною. Річ у тім, що Міжнародна спілка велосипедистів ухвалила рішення зняти тандем з програми Олімпійських ігор після 1972 року. |

## Вшанування пам'яті
На фасаді «Велоцентру» 3 червня 2021 року була відкрита меморіальну дошку олімпійському чемпіону Ігорю Целовальнікову. 
Створення дошки ініціювали відділення Національного олімпійського комітету в Харківській області на чолі з його головою Віктором Христоєвим за підтримки Харківської облдержадміністрації, міської ради та Федерації велосипедистів Харківської області. Автором став Заслужений скульптор України Олександр Рідний.
Відкриття меморіальної дошки легендарному спортсмену проходило в Всесвітній день велосипеду, який відзначається згідно з резолюцією Генеральної Асамблеї ООН з 2018 року.
На відкритті були присутні дружина та син Ігоря Целовальнікова, ветерани харківського спорту, а також представники НОК України, обласної і міської влади Харкова.
Син Ігоря Васильовича Олександр подякував керівництву області та міста, а також Національному олімпійському комітету за те, що пам’ятають тих, хто прославляв Харківщину в минулому. 

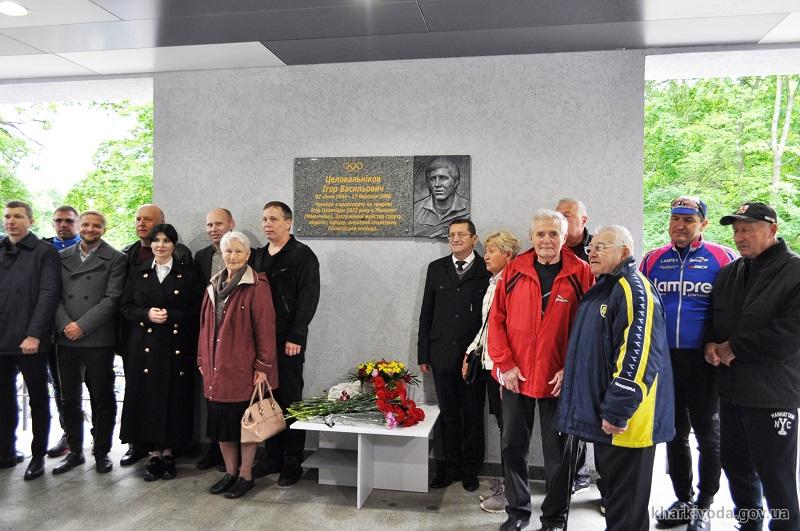
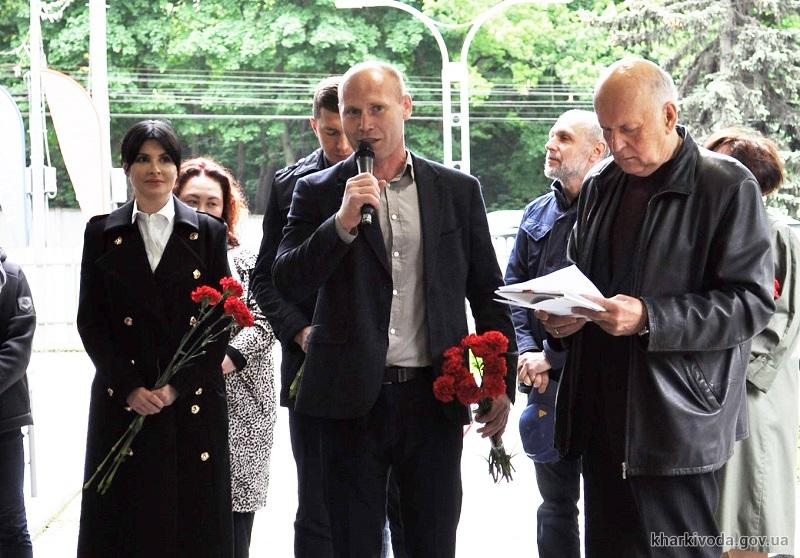
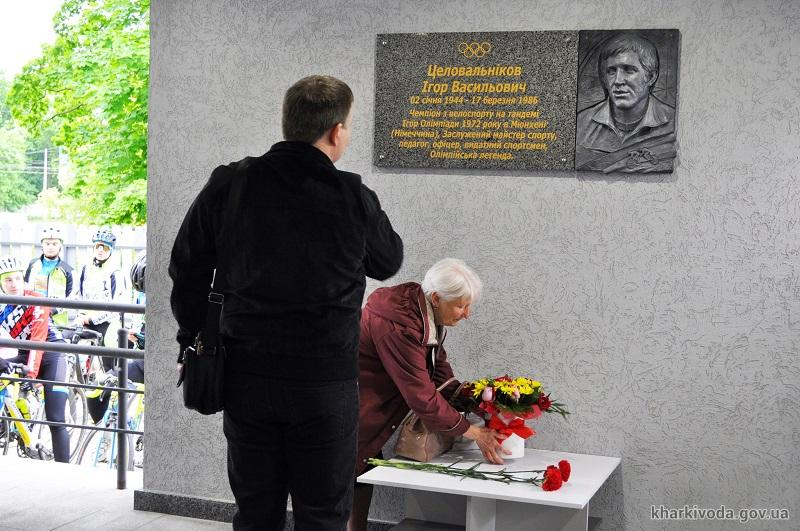
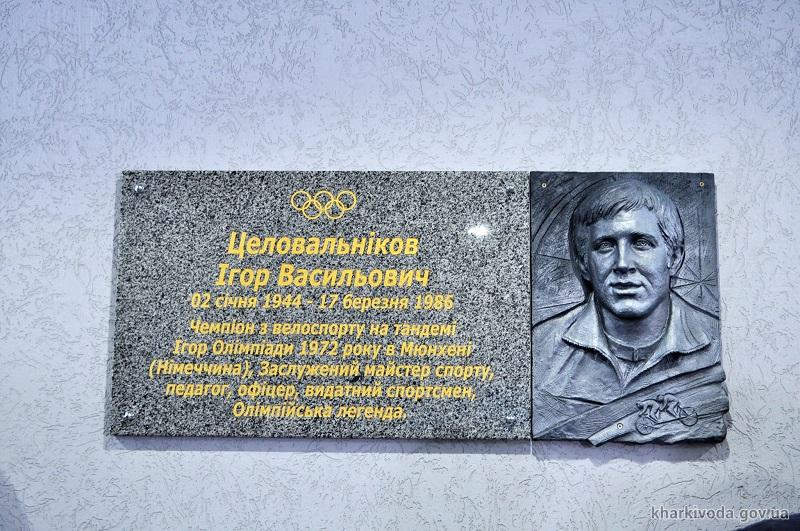